# Serra da Carregueira
A serra da Carregueira é um maciço situado a noroeste de Lisboa, composto por uma série de colinas que, pelo seu relevo mais acidentado, se destacam do relevo ondulado envolvente. O setor norte da serra tem vários cabeços com mais de 300 metros de altitude, sendo o ponto mais alto o marco geodésico de Aruil, com 334 metros de altitude. O monte Suímo, com 291 metros de altitude, é o ponto mais elevado do setor sul da serra.
Fica compreendida entre Dona Maria, a nascente, Meleças, a poente, Belas, a sul, e Almargem do Bispo, a norte.
Inclui o importante aquífero de Vale de Lobos, antigamente aproveitado pelo Aqueduto das Águas Livres e seus subsidiários, de que se destaca o aqueduto da Mata. Na serra da Carregueira nascem os principais cursos de água que desaguam no oceano Atlântico entre Lisboa e Oeiras depois de atravessarem as cidades da Amadora, Queluz e Agualva-Cacém:
- rio Jamor e as afluentes ribeira de Belas e ribeira de Carenque
- ribeira das Jardas, também conhecida por ribeira dos Ossos e ribeira de Barcarena

## Equipamentos
- Lisbon Sports Club - golfe
- Belas Clube de Campo - http://www.belasclubedecampo.pt/
- Parque de Almornos - campismo
- Prisão da Carregueira